# Tartuffe (Mechem)
Pour les articles homonymes, voir Tartuffe (homonymie).
Tartuffe est un opéra en trois actes de Kirke Mechem (en).

## Présentation
Mechem a également écrit le livret anglais. Basé sur la pièce de Molière Le Tartuffe ou l'Imposteur, c'est un opéra bouffe moderne situé à Paris au XVIIe siècle. Tartuffe a été créé le 27 mai 1980 à l'Opéra de San Francisco.
Avec plus de 400 représentations dans six pays, il a été traduit en allemand, russe, chinois, japonais et tchèque. Composé d'arias, de duos, de trios et d'ensembles, Tartuffe est l'un des opéras du répertoire américain qui a connu le plus de représentations.
L'arrangement choral par Mechem de la chanson The Lighthearted Lovers, extraite de l'aria de Dorine, Fair Robin I Love, a été souvent repris.

## Rôles
- Tartuffe, hypocrite - baryton
- Orgon, un riche bourgeois parisien - basse
- Elmire, 2e femme d'Orgon - mezzo-soprano
- Damis, fils d'Orgon - baryton élevé
- Mariane, fille d'Orgon - soprano
- Valère, le fiancé de Mariane -  ténor
- Dorine, la servante de Mariane - soprano
- Mme Pernelle, mère d'Orgon - mezzo-soprano
- Flipote, la femme de ménage de Mme Pernelle (silencieuse)
- Chœur facultatif

## Arias
- Père, je te supplie - Mariane
- Pas plus, faux cœur - Valère
- Fair Robin I love - Dorine
- Every Day at Church - Orgon